# Svartsjön (By socken, Dalarna)

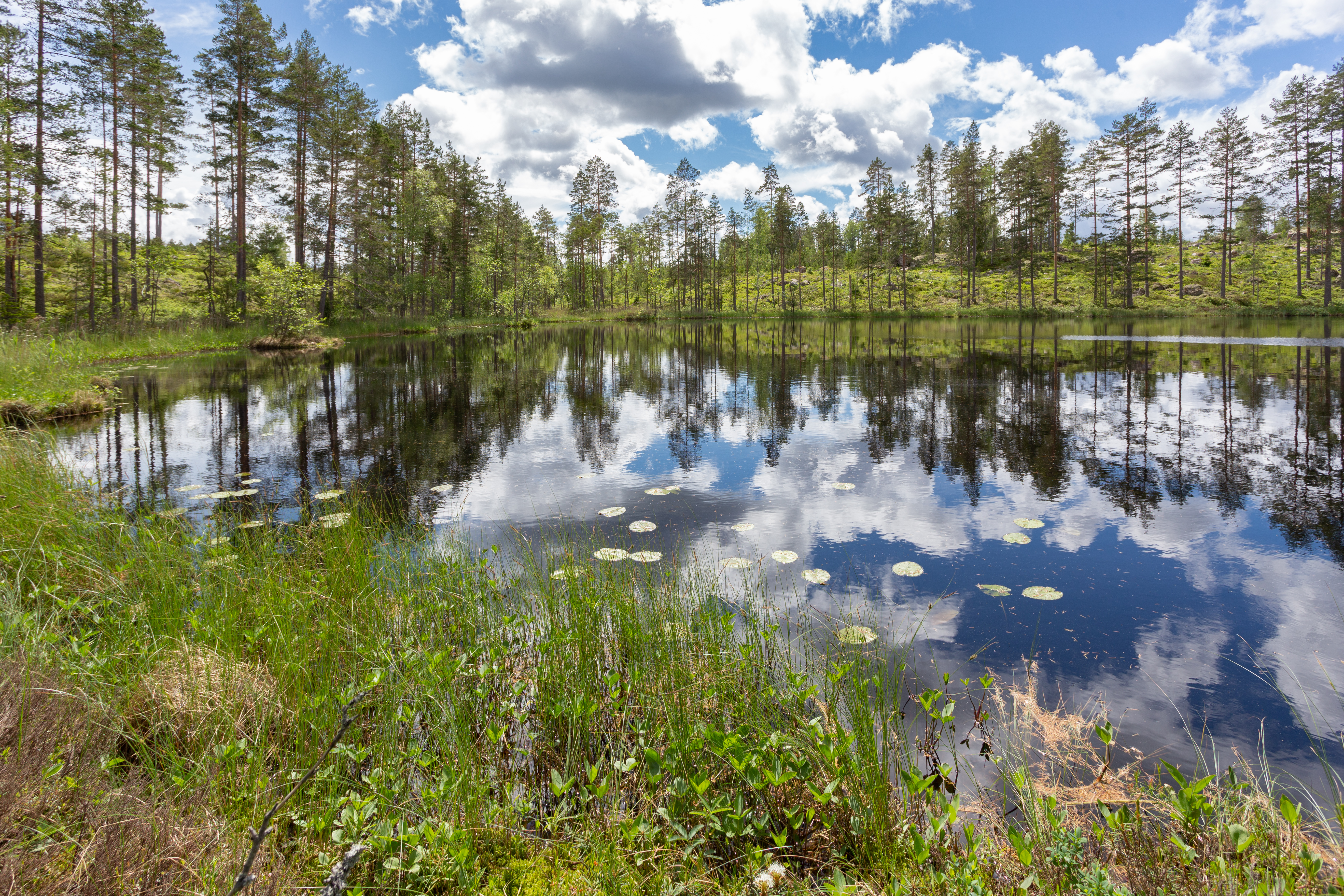
Svartsjön

Svartsjön är en sjö i Avesta kommun i Dalarna och ingår i Dalälvens huvudavrinningsområde. Sjöns area är 0,01 kvadratkilometer och den befinner sig 170 meter över havet.